# Rudolf Koumans
Rudolf (Ruud) Leopold Koumans (Delft,  2 februari 1929 - Den Haag, 12 november 2017) was een Nederlands componist, muziekpedagoog en pianist.

## Levensloop
Vanaf zeer jonge leeftijd kreeg Ruud piano- en muziekles van zijn moeder totdat hij ging studeren aan het conservatorium. Na zijn eindexamen gymnasium in zijn geboortestad in 1946 studeerde Ruud Koumans enige tijd Franse taal en letterkunde aan de Rijksuniversiteit in Leiden, maar ging begin 1948 over op een muziekstudie aan het Koninklijk Conservatorium te Den Haag. Hij studeerde daar bij Everhard van Beijnum piano, Henk van Calsteren altviool, Martin Lürsen en Henri Geraedts muziektheorie. Hij behaalde als eerste muziektheoreticus de zilveren Mr. Fockmedaille. Afgezien van enige compositielessen bij Sem Dresden (1946 en 1948) is Koumans als componist autodidact.
In 1952 volgde hij zijn leraar Martin J. Lürsen op als leraar muziektheorie aan het Koninklijk Conservatorium in Den Haag; van 1957 tot 1989 was hij hoofdleraar muziektheorie en harmonieleer. Daarna wijdde hij zich in hoofdzaak aan het componeren.
Ruud Koumans woonde in Rijswijk (Zuid-Holland). Al zijn composities, waaronder -zoals hij ze zelf noemde- zijn jeugdzonden vanaf zijn negende jaar, zijn opgenomen in het Nederlands Muziek Instituut in Den Haag.
Ruud was een groot liefhebber van kamermuziek en zeer actief als pianist en altist. Hij componeerde veel werken voor leerlingen voor diverse instrumenten in kleine bezetting in zijn eigen muziekidioom. Het domein van de romantische muziekperiode interesseerde hem sterk, Bartók, Ravel, Strawinsky.

## Ouders
Rudolf Koumans is de zoon van Robert Herman Cato Koumans (Bob) en Johanna Ida Stortenbeker. Bob is geboren in Oenjaran (Java, Nederlands Oost-Indië), 11 mei 1892 en overleden in Oranienburg - Sachsenhausen, 14 maart 1942.  Zijn moeder is geboren op 6 mei 1895 in Buitenzorg (Ned. Oost-Indië) en overleden in Leidschendam op 28 januari 1982. Zij is zowel voor piano als cello afgestudeerd aan het Koninklijk Conservatorium in Den Haag. Zijn ouders woonden in Delft in het Agnetapark, een geheel van in kleine groepjes gelegen woningen voor de werknemers van de Koninklijke Nederlandsche Gist- en Spiritusfabriek, waar zijn vader werkzaam was. In dit park is het Robert Koumansplein vanaf 16 juli 1945 vernoemd naar zijn vader, die verzetsstrijder was in de Tweede Wereldoorlog en is omgekomen in concentratiekamp Oranienburg. Bob Koumans was afgestudeerd aan de Technische Hogeschool Delft als elektrotechnisch ingenieur. Ruud had twee oudere broers Jan en Willem.   De aanleg, passie en het gevoel voor muziek komt van de kant van de moeder. Alle drie de broers kregen muziekles van haar. Er werd thuis veel gemusiceerd en gezongen. Jan zong Franse chansons. Er waren muziekavonden thuis.

## Belangrijkste composities

### Werken voor orkest
- 1963 Divertimento, voor kamerorkest, opus 18
- 1963-1964 rev.1965 Concert, voor viool en orkest, opus 20
- 1966 Symphonie no. 1, voor orkest, opus 21
- 1978 Symfonie no. 2, voor orkest, opus 53
- 1986 Tollens-Symphonie voor strijkorkest, opus 72
- 1988 Iceland Suite, opus 78
- 2002 De Vier Jaargetijden, voor strijkorkest, opus 108

### Werken voor harmonieorkest
- 1979 Ouverture voor harmonieorkest, opus 54 - (ter gelegenheid van het honderdvijftigjarig bestaan van de Koninklijke Militaire Kapel)
- 1979-1980 Fantasie voor harmonieorkest, opus 56
- 1984 Concert voor bastuba en harmonieorkest, opus 66

### Missen, cantates en geestelijke muziek
- 1989 Missa Neerlandica, voor gemengd  koor en fanfareorkest, opus 80 
  1. Heer ontferm U over ons (Andante sostenuto)
  2. Lofzang Eer aan God (Con moto maestoso)
  3.  Ik geloof in God... (Allegro moderato)
  4.  Heilig (Poco adagio e maestoso) en  Gezegend Hij die komt... (Con moto maestoso)
  5.  Lam Gods (Andante con moto)

### Werken voor koor
- 1964 2 ballads, voor gemengd koor en piano vierhandig - tekst: A. A. Milne
  1. The old sailor
  2. The knight whose armour didn't squeak
- 1968 Vijf fabels van La Fontaine, bewerkt voor schoolkoor en schoolorkest, opus 25 - tekst: Jean de La Fontaine
  1. La cigale et la fourmi
  2. Le corbeau et le renard
  3. Le lièvre et la tortue
  4. La poule aux oeufs d'or
  5. Le combat des rats et des belettes
- Nederlandse pastorale, voor mannenkoor
- 1983 Melopee, 6 liederen voor 4-stemmig mannenkoor en piano op gedichten van Paul van Ostayen, opus 65

### Vocale muziek
- 1967 Vocalise, voor zangstem en piano (uit 12 vocalises van verschillende Nederlandse componisten)
- 1969 Trois voeuz rustiques, voor sopraan, klarinet en piano, opus 28
  1. D'un vanneur de blé aux vents - tekst: Joachim du Bellay
  2. À Venus - tekst: Joachim du Bellay
  3. Les dons de Iacquet à Isabeau - tekst: Pierre de Ronsard
- 1979 Trois ballades de Charles Duc d'Orléans, voor bariton-solo, 4-stemmig mannenkoor en orkest, opus 55 
  1. En la nef de bonne nouvelle
  2. Loyal espoir
  3. Si Dieu plait

### Kamermuziek
- 1955 Fantasie, voor harp, fluit, viool, altviool, opus 2
- 1957 Capriccio, voor fluit solo
- 1960 Capricietto, voor fluit solo
- 1960 Sonata, voor hobo en piano, opus 10
- 1960 Sonate voor viool en fagot, opus 13
- 1961 Kleine Suite voor strijkkwartet, ook voor strijkorkest, opus 15
- 1960-1962 Strijkkwartet nr. 1, opus 17
- 1966 Trio, voor viool, altviool, cello, opus 22
- 1967 Sonate voor fluit en piano, opus 24 *
- 1969 Scherzo voor piano 4 handen, opus 27
- 1970 Trio, voor hobo, klarinet en fagot, opus 30, uitgegeven bij Donemus
- 1971 Capriccio voor strijkkwartet, opus 33
- 1973-1975 Saxofoonkwartet, opus 37
- 1974 17 études - in de halve positie, voor contrabas
- 1974-1975 Sonata, voor fagot en piano, opus 41
- 1977-1978 Sonate voor hoorn en piano, opus 48
- 1977 Sonate nr. 1 voor cello en piano, opus 50
- 1980 Divertimento of Trio nr. 2 voor fluit, hobo en klarinet, opus 57
- 1979-1980 Serenade voor 2 fluiten en altviool, opus 58
- 1979-1980 Trio nr. 1 voor viool, cello en piano, opus 62
- 1981 Sonatine voor saxofoonkwartet, opus 61
- 1983 Partita, voor viool en piano, opus 63
- 1983 "Etude-Caprice" voor altviool en contrabas
- 1981-1982 Trio voor 2 hobo's en althobo, opus 64
- 1982-1985 Sonata per sei (6) violoncelli, opus 69
- 1987 Sonate, voor contrabas en piano, opus 75
- 1987 Sonate per due pianoforti, opus 77
- 1990 Sonate, voor altfluit en piano, opus 82
- 1990-1991 Sonate nr. 2, voor cello en piano, opus 83
- 1991-1992 Kwintet, voor klarinet en strijkkwartet, opus 85
- 1992-1993 Sonate, voor (alt-)viool en piano, opus 87
- 1993 Serenade, voor fluit, viool, 2 altviolen en cello, opus 88
- 1992-1992 Capriccio voor strijkkwartet, opus 90
- 1994 Trio, voor hobo, fagot en piano, opus 91
- 1994 Sonate nr. 1, voor klarinet en piano, opus 92
- 1995 Serenade, voor klarinet, viool en altviool, opus 93
- 1995 Kwintet, voor 2 violen, altviool en 2 celli, opus 95
- 1996-1997 Kwintet, voor 2 violen, altviool, cello en contrabas, opus 96
- 1996 Sonate nr. 2, voor klarinet en piano, opus 97
- 1997 Dekaphonie, voor 2 fluiten, 2 hobo's, 2 klarinetten, 2 hoorns en 2 fagotten, opus 98
- 1996-1997 Trio nr. 2, voor viool, altviool en cello, opus 99
- 1997-1998 Trio, voor 3 altviolen, opus 101
- 1998 Trio nr. 2, voor viool, cello en piano, opus 102
- 1999-2000 Sonate, voor viool en piano, opus 103
- 1999-2000 Sonate nr. 2, voor hobo en piano, opus 104
- 2000-2001 Kwartet, voor hobo, viool, altviool en cello, opus 107
- 2006-2007 Trio nr. 3, voor viool, cello en piano, opus 109
- 2004-2005 Andante en Scherzo, voor trompet en piano, opus 110
- 2006-2007 Kwartet, voor viool, altviool, cello en piano, opus 112

### Werken voor harp
- 1978 Duettino, voor twee harpen, opus 52
- 1993-1994 Kleine muziek voor kleine harp, opus 89

### Werken voor orgel
- 1990-1991 Preludium en canzona voor orgel, opus 84

### Werken voor gitaar
- 1971 Kleine suite voor gitaar, opus 32
- 1986 Muziek voor twee gitaren, opus 73